# Koszmosz–410
Koszmosz–410 (oroszul: Космос 410) Koszmosz műhold, a szovjet műszeres műhold-sorozat tagja. Első generációs Zenyit–2 felderítő műhold.

## Küldetés
Meghatározott űrkutatási és katonai programot hajtott végre. Kialakított pályasíkja mentén fototechnikai felderítést, műszereivel atomkísérletek ellenőrzését végezte. Technikai eszközeivel meteorológiai előrejelzést elősegítő fotófelvételeket is készített.

## Jellemzői
Az OKB–1 központi tervezőirodában kifejlesztett, ellenőrzése alatt gyártott műhold. A Zenyit–2 (oroszul: Зенит-2) GRAU-kódja:11F690,  ember szállítására kifejlesztett űreszköz, hasznos terében helyezték el a felderítő műszereket.  Üzemeltetője a moszkvai Honvédelmi Minisztérium (Министерство обороны – MO).
Megnevezései: Koszmosz–410; Космос 410; COSPAR: 1971-040A; Kódszáma: 5207.
1971. május 6-án a Bajkonuri űrrepülőtérről, az LC–1 (LC–Launch Complex) jelű indítóállványról egy Voszhod (11A57) típusú hordozórakétával juttatták alacsony Föld körüli pályára (LEO = Low-Earth Orbit). Az orbitális egység pályája 89,2 perces, 64,9 fokos hajlásszögű, elliptikus pálya-perigeuma 202 kilométer, apogeuma 277 kilométer volt.
Hasznos tömege 6300 kilogramm. A sorozat felépítését, szerkezetét, alapvető fedélzeti rendszereit tekintve egységesített, szabványosított tudományos-kutató űreszköz. Áramforrása kémiai akkumulátor, szolgálati élettartama 12 nap. A visszatérő modul 3100 kilogramm, átmérője 2,3 méter, térfogata 5,2 köbméter. Itt helyezték el a fényképezőgépeket. Fotóberendezése Ftor-2 (oroszul: Фтор-2), amivel nagy pontosságú képeket készítettek. A filmek több ezer kép befogadására voltak alkalmasak.
1971. május 18-án 12 napos szolgálati idő után földi parancsra belépett a légkörbe és hagyományos – ejtőernyős leereszkedés – módon visszatért a Földre.